# Uromyces colchici
Uromyces colchici är en svampart som beskrevs av Massee 1892. Uromyces colchici ingår i släktet Uromyces och familjen Pucciniaceae.   Inga underarter finns listade i Catalogue of Life.